# Американо-намибийские отношения
Американо-намибийские отношения — двусторонние отношения между США и Намибией. Дипломатические отношения между странами были установлены в 1990 году.

## История
Между странами установились дружеские отношения. В 1990 году Соединённые Штаты Америки признали независимость Намибии от Южно-Африканской Республики. Страны объединяет приверженность демократическим принципам, верховенство права и уважение прав человека, а также усилия США по сокращению масштабов нищеты в Намибии и развитии более тесных торговых связей. Соединенные Штаты оказывают помощь Намибии в становлении медицины, образования, судебной системы, а также в области торговли.

## Торговля
Намибия стремится диверсифицировать свои торговые отношения, которые по историческим причинам  связаны с Южно-Африканской Республикой. Намибия является участницей Южноафриканского таможенного союза, а у этой организации имеется подписанное Соглашение о сотрудничестве в области торговли, инвестиций и развития с Соединенными Штатами Америки. Экспорт Намибии в США: урановая руда и алмазы. Экспорт США в Намибию: горнодобывающее оборудование и транспортные средства.